# Montmartin-sur-Mer
Montmartin-sur-Mer est une commune française, située dans le département de la Manche en région Normandie, peuplée de 1 413 habitants.

## Géographie

### Localisation
Comme son nom l'indique, le village est situé sur une colline.
| Mer de la Manche (havre de Regnéville) | Regnéville-sur-Mer | Orval sur Sienne (comm. dél. de Montchaton)       |
| Mer de la Manche                       | Montmartin-sur-Mer | Quettreville-sur-Sienne (comm. dél. de Hyenville) |
| Hauteville-sur-Mer                     | Hauteville-sur-Mer | Hérenguerville                                    |

### Hydrographie
La commune est située dans le bassin Seine-Normandie. Elle est drainée par le canal de Passerin, le cours d'eau 01 d'Ourville et le ruisseau du Bouillon,,.

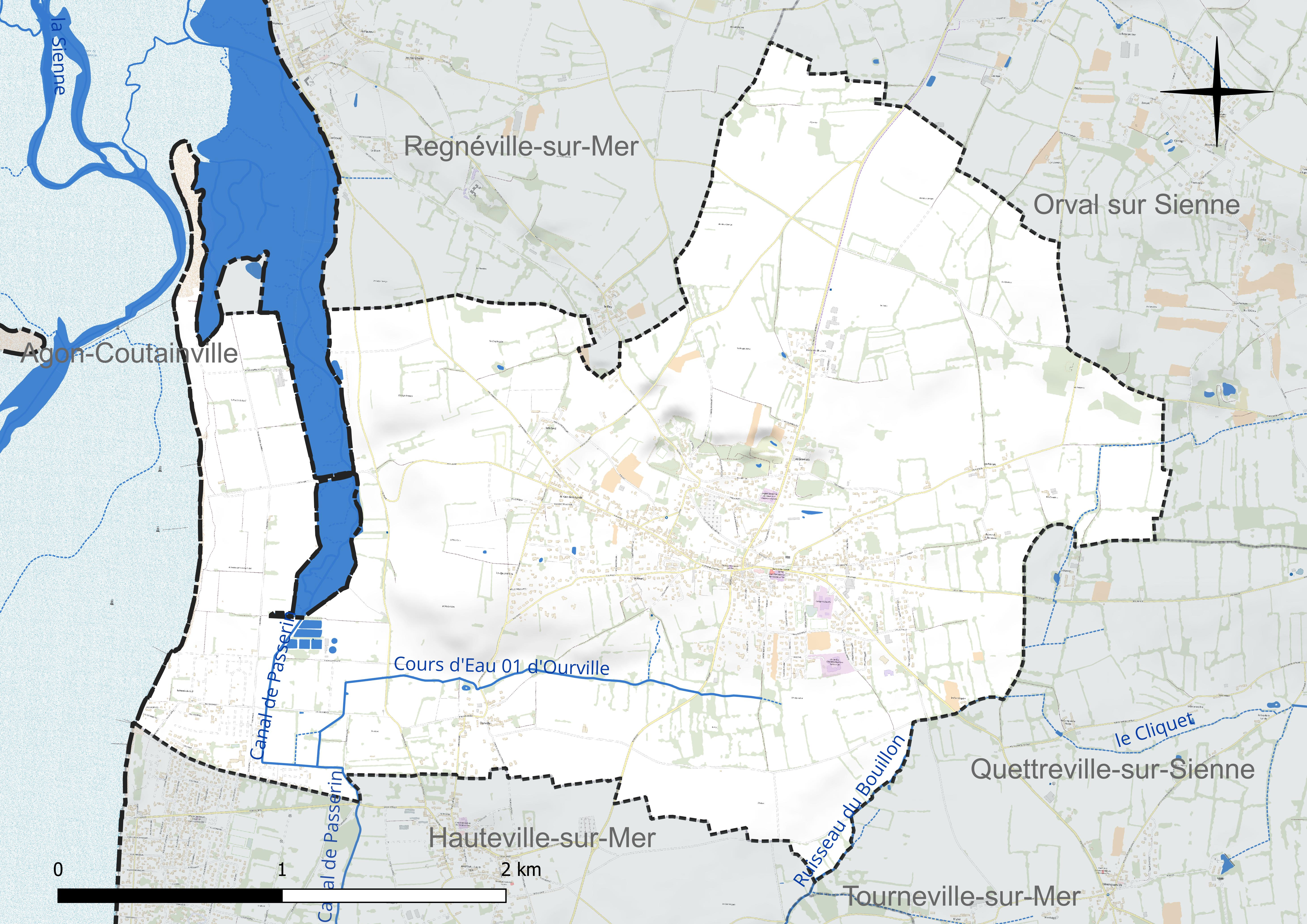
Réseau hydrographique de Montmartin-sur-Mer.

### Climat
Pour des articles plus généraux, voir Climat de la Normandie et Climat de la Manche.
En 2010, le climat de la commune est de type climat océanique franc, selon une étude du CNRS s'appuyant sur une série de données couvrant la période 1971-2000. En 2020, Météo-France publie une typologie des climats de la France métropolitaine dans laquelle la commune est exposée à un climat océanique et est dans la région climatique  Normandie (Cotentin, Orne), caractérisée par une pluviométrie relativement élevée (850 mm/a) et un été frais (15,5 °C) et venté.
Pour la période 1971-2000, la température annuelle moyenne est de 11 °C, avec une amplitude thermique annuelle de 11,3 °C. Le cumul annuel moyen de précipitations est de 953 mm, avec 14 jours de précipitations en janvier et 8,4 jours en juillet. Pour la période 1991-2020, la température moyenne annuelle observée sur la station météorologique la plus proche, située sur la commune de Coutances à 9 km à vol d'oiseau, est de 11,7 °C et le cumul annuel moyen de précipitations est de 1 092,8 mm,. Pour l'avenir, les paramètres climatiques de la commune estimés pour 2050 selon différents scénarios d’émission de gaz à effet de serre sont consultables sur un site dédié publié par Météo-France en novembre 2022.

## Urbanisme

### Typologie
Au 1er janvier 2024, Montmartin-sur-Mer est catégorisée bourg rural, selon la nouvelle grille communale de densité à sept niveaux définie par l'Insee en 2022. Elle appartient à l'unité urbaine de Montmartin-sur-Mer, une agglomération intra-départementale regroupant deux  communes, dont elle est ville-centre,,. Par ailleurs la commune fait partie de l'aire d'attraction de Coutances, dont elle est une commune de la couronne,. Cette aire, qui regroupe 37 communes, est catégorisée dans les aires de moins de 50 000 habitants,.
La commune, bordée par la Manche, est également une commune littorale au sens de la loi du 3 janvier 1986, dite loi littoral. Des dispositions spécifiques d’urbanisme s’y appliquent dès lors afin de préserver les espaces naturels, les sites, les paysages et l’équilibre écologique du littoral, comme le principe d'inconstructibilité, en dehors des espaces urbanisés, sur la bande littorale des 100 mètres, ou plus si le plan local d'urbanisme le prévoit.

### Occupation des sols
L'occupation des sols de la commune, telle qu'elle ressort de la base de données européenne d’occupation biophysique des sols Corine Land Cover (CLC), est marquée par l'importance des territoires agricoles (82,2 % en 2018), en diminution par rapport à 1990 (87,9 %). La répartition détaillée en 2018 est la suivante : zones agricoles hétérogènes (29,5 %), prairies (29 %), terres arables (23,8 %), zones urbanisées (12,5 %), espaces verts artificialisés, non agricoles (2,9 %), espaces ouverts, sans ou avec peu de végétation (1,7 %), zones humides côtières (0,7 %). L'évolution de l’occupation des sols de la commune et de ses infrastructures peut être observée sur les différentes représentations cartographiques du territoire : la carte de Cassini (XVIIIe siècle), la carte d'état-major (1820-1866) et les cartes ou photos aériennes de l'IGN pour la période actuelle (1950 à aujourd'hui).

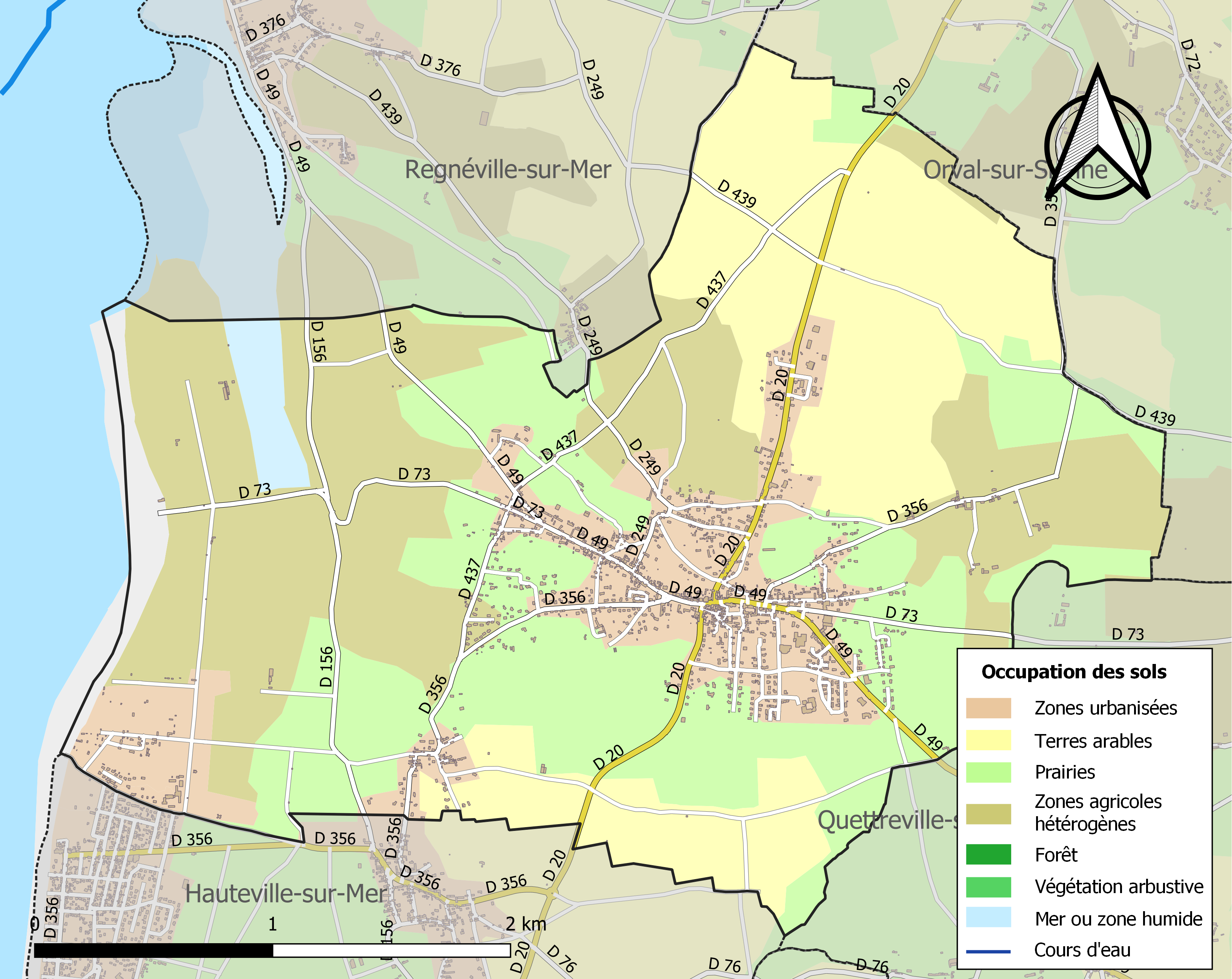
Carte des infrastructures et de l'occupation des sols de la commune en 2018 (CLC).

## Toponymie
Le nom de la localité est attesté sous les formes de Monte Martini au XIIIe siècle, Mons-Martini sans date.
Le toponyme est issu du latin mons et de l'anthroponyme Martin qui pourrait éventuellement désigner Martin de Tours. Montmartin pourrait-être un hagiotoponyme caché.
Le gentilé est Montmartinais.

## Histoire
Il s'y est tenu, pendant plusieurs siècles, une foire annuelle « dite de la Saint-Martin », drainant des marchands vers la commune, et dont l'origine, à l'initiative de l'abbaye de Lessay, remonte au XIIIe siècle. Elle serait déjà citée sous Guillaume le Conquérant. Au XIe siècle Robert de Mortain donna la dîme de la foire à l'abbaye de Marmoutier de Tours.
Le 24 mars 1450, Guillaume Bohon, écuyer, obtient du roi Charles VII des lettres pour rétablir la foire Saint-martin, sans succès. Au cours du XVIIIe siècle, la paroisse a pour seigneur et patron Jean-François Ferrand.
En 1789, le dernier seigneur de Montmartin est Nicolas de Conte.
À la fin du XVIIIe siècle, Montmartin (694 habitants en 1793) absorbe Hauteville-sur-Mer (452 habitants). Cette dernière reprend son indépendance en 1836.

## Héraldique
| Blason de Montmartin-sur-Mer | Blason  | D'azur au clocher de l'église du lieu au naturel à dextre senestré d'une mer du champ, le tout sur une terrasse de sinople plantée d'une rangée de pommiers du même fruités de gueules brochant en décroissant à senestre, au navire au naturel habillé d'argent voguant sur ladite mer, surmonté d'un soleil en besant d'or, au chef cousu de gueules chargé de deux léopards d'or rangés en fasce. |
| Blason de Montmartin-sur-Mer | Détails | Les deux léopards d'or sur champ de gueules rappellent les armoiries de la Normandie. Le statut officiel du blason reste à déterminer. |

## Politique et administration
| Période      | Période      | Identité           | Étiquette | Qualité                      |
| ------------ | ------------ | ------------------ | --------- | ---------------------------- |
| 1908         | 1946         | André Pigaux       |           | Médecin                      |
| 1946         | 1953         | Auguste Burnouf    |           | Cultivateur                  |
| 1953         | 1965         | Maurice Lelièvre   |           | Notaire                      |
| 1965         | 1977         | Pierre Pigaux      |           | Docteur, conseiller général  |
| 1977         | 1995         | Lucien Bourbonnais |           | Hôtelier                     |
| 1995         | mars 2014    | Olivier Beck       | MoDem     | Dentiste, conseiller général |
| mars 2014    | juillet 2020 | Norbert Guilbert   |           | Inspecteur en assurances     |
| juillet 2020 | En cours     | Bruno Quesnel      |           | Instituteur (retraité)       |

Le conseil municipal est composé de quinze membres dont le maire et quatre adjoints.

## Démographie
L'évolution du nombre d'habitants est connue à travers les recensements de la population effectués dans la commune depuis 1793. Pour les communes de moins de 10 000 habitants, une enquête de recensement portant sur toute la population est réalisée tous les cinq ans, les populations de référence des années intermédiaires étant quant à elles estimées par interpolation ou extrapolation. Pour la commune, le premier recensement exhaustif entrant dans le cadre du nouveau dispositif a été réalisé en 2005.
En 2022, la commune comptait 1 413 habitants, en évolution de +5,21 % par rapport à 2016 (Manche : −0,31 %, France hors Mayotte : +2,11 %).
Montmartin-sur-Mer a compté jusqu'à 1 470 habitants en 1831, avant la scission de Hauteville-sur-Mer.
| 1793 | 1800  | 1806  | 1821  | 1831  | 1836 | 1841 | 1846 | 1851 |
| ---- | ----- | ----- | ----- | ----- | ---- | ---- | ---- | ---- |
| 694  | 1 168 | 1 262 | 1 392 | 1 470 | 918  | 861  | 855  | 871  |

| 1856 | 1861 | 1866  | 1872  | 1876  | 1881  | 1886  | 1891  | 1896 |
| ---- | ---- | ----- | ----- | ----- | ----- | ----- | ----- | ---- |
| 946  | 987  | 1 068 | 1 066 | 1 024 | 1 023 | 1 045 | 1 080 | 998  |

| 1901  | 1906 | 1911 | 1921 | 1926 | 1931 | 1936 | 1946 | 1954 |
| ----- | ---- | ---- | ---- | ---- | ---- | ---- | ---- | ---- |
| 1 027 | 956  | 857  | 757  | 740  | 755  | 776  | 856  | 762  |

| 1962 | 1968 | 1975 | 1982 | 1990 | 1999  | 2005  | 2006  | 2010  |
| ---- | ---- | ---- | ---- | ---- | ----- | ----- | ----- | ----- |
| 739  | 847  | 849  | 821  | 880  | 1 093 | 1 208 | 1 246 | 1 309 |

| 2015  | 2020  | 2022  | - | - | - | - | - | - |
| ----- | ----- | ----- | - | - | - | - | - | - |
| 1 350 | 1 393 | 1 413 | - | - | - | - | - | - |

## Économie et tourisme
Montmartin-sur-Mer est dénommé « commune touristique » depuis février 2010.

## Lieux et monuments
- Église Saint-Martin, du XIXe siècle dans le style néo-roman (XIIIe), avec la travée inférieure de la tour du XIIe siècle[22]. Elle abrite une poutre de gloire du XIXe. Des pierres tombales ont servi pour des marches d'escalier.
- Anciens fours à chaux des Gravelets, de l'Épine au Page et de la Société du XIXe siècle, classés au titre des monuments historiques[36],[37],[38].
- Bureau de poste labellisé « Patrimoine du XXe siècle »[39].
- Gare de Montmartin-sur-Mer (fermée).

## Activité et manifestations

### Sports
Montmartin a bâti un mur d'escalade, qui permet depuis plusieurs années d'accueillir de grandes compétitions comme le championnat de France.
Un site naturel d'escalade a été aménagé dans une carrière abandonnée.
Le tennis se trouve près du camping et dans une autre ancienne carrière.
Le Football club de Sienne fait évoluer trois équipes de football en divisions de district.

### Manifestations
Montmartin organise le festival Chauffer dans la noirceur qui a accueilli de grands noms de la chanson telles que Sinsemilia, Tryo, Kery James en 2005 et Cœur de pirate en 2009.

## Personnalités liées à la commune
- Benjamin Bourdon (Montmartin-sur-Mer, 1860 - 1943), psychologue.
- Félix Planquette (1873-1964), peintre, s'est établi à Montmartin-sur-Mer.